# Anschlag in New Orleans 2025

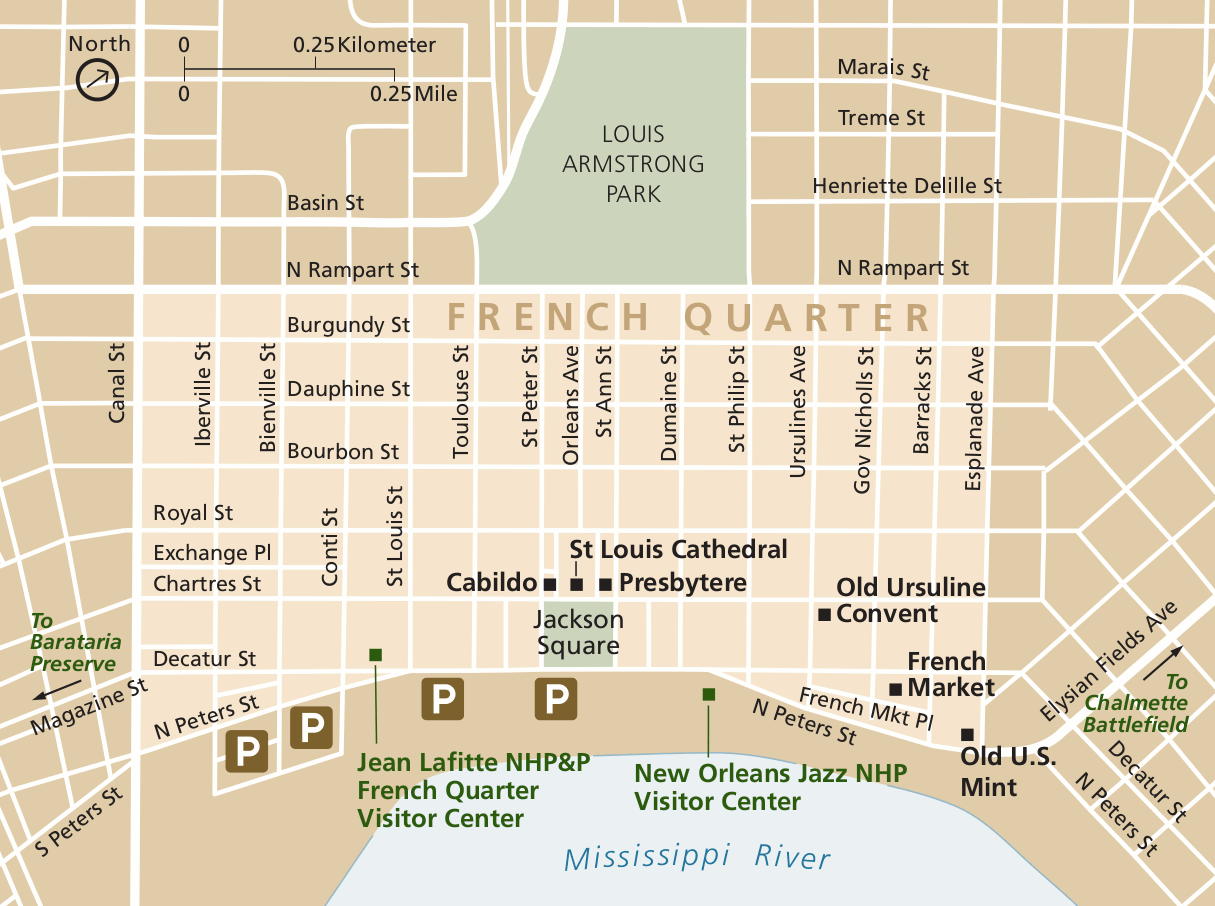
Lageplan des French Quarter mit Canal Street und Bourbon Street

Der Anschlag in New Orleans war ein Terroranschlag in Form einer Amokfahrt, der sich in den frühen Morgenstunden des 1. Januar 2025 ereignete und bei dem 15 Menschen ums Leben kamen. Der in Texas geborene Täter steuerte dabei einen Pick-up in eine große Menschenmenge auf der Canal Street und der Bourbon Street des French Quarters in New Orleans. Der Täter starb in einem anschließenden Schusswechsel mit der Polizei.

## Hintergrund
Strafverfolgungs- und Geheimdienste hatten die örtlichen Polizeibehörden vor den Feiertagen vor möglichen Fahrzeugangriffen gewarnt. In einem Schreiben aus dem Jahr 2017 wies die Stadtverwaltung zudem auf das Risiko eines Massenunfalls mit Opfern hin, unter anderem durch einen Fahrzeugangriff im French Quarter, dem Viertel, in dem der Angriff zum Jahreswechsel 2024/2025 stattfand, und plante, weitere Sicherheitsprogramme in dem Viertel einzuführen.
Zu den Neujahrsfeierlichkeiten in der Stadt gehörten LGBTQ-Partys in der Bourbon Street, nur wenige Blocks südlich des Angriffs, sowie eine Parade für den Sugar Bowl 2025, eines der größten Sportereignisse von New Orleans, das am Abend des 1. Januar im Caesars Superdome zwischen den Georgia Bulldogs und den Notre Dame Fighting Irish stattfinden sollte. Die Strafverfolgungsbehörden hatten in Vorbereitung auf diese Ereignisse die Sicherheitsmaßnahmen verstärkt, unter anderem durch den Einsatz von Drohnen im French Quarter.

## Tatverlauf

Fahrtroute bis zum Zusammenstoß mit dem Kran

Der Vorfall ereignete sich in den frühen Morgenstunden gegen 3:15 Uhr UTC−6 während der Neujahrsfeierlichkeiten in der Stadt. Der Fahrer eines gemieteten Pick-ups vom Typ Ford F-150 Lightning trug Militärkleidung. Nachdem er sein Fahrzeug mit hoher Geschwindigkeit in die Menschenmenge gefahren hatte, verließ er es und eröffnete mit einem Sturmgewehr das Feuer auf Polizisten. Diese erwiderten das Feuer und erschossen ihn. Der Täter tötete mindestens 15 Menschen und verletzte 35 weitere.
Die Verletzten wurden in fünf Krankenhäuser gebracht. Am Tatort wurde ein mutmaßlicher Sprengsatz gefunden. Laut dem FBI hatte der Fahrer eine Flagge der Terrororganisation IS in dem Mietwagen. Einen Zusammenhang der Tat mit der wenig später erfolgten Explosion eines Cybertrucks vor dem Trump Tower in Las Vegas sah das FBI nicht.

## Täter

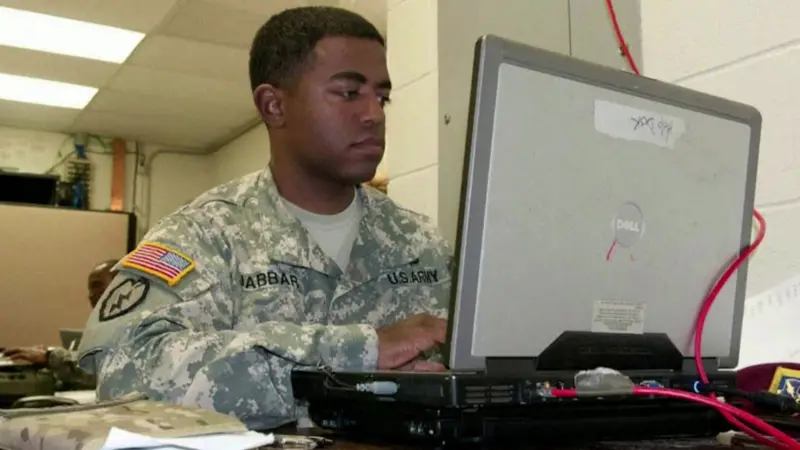
Shamsud-Din Jabbar

Das FBI identifizierte den Fahrer als Shamsud-Din Jabbar, geboren am 26. Oktober 1982, einen 42-jährigen US-Bürger muslimischen Glaubens, der in Texas geboren wurde und dort aufwuchs; zur Zeit des Attentats lebte er in Pasadena in Texas. Er diente zehn Jahre lang in der US-Armee als Personalfachmann und Spezialist für Informationstechnologie. 2009 war er nach Afghanistan entsandt worden, wo er zum Feldwebel (Staff sergeant) aufstieg. Er wurde ehrenhaft aus der Armee entlassen.
2002 war er wegen Diebstahls und 2005 wegen Fahrens ohne gültigen Führerschein verurteilt worden. Vor dem Angriff soll er finanzielle Probleme im Zusammenhang mit seiner Scheidung gehabt haben. Der Ehemann von Jabbars Ex-Frau gab an, dass Jabbar zum Islam konvertiert sei und sich in den Monaten vor dem Angriff wirr verhalten habe. Jabbar war zweimal geschieden, einmal im Jahr 2012, ein weiteres Mal 2022. Mit seiner ersten Frau bekam er zwei Töchter, die zum Zeitpunkt des Angriffs 20 und 15 Jahre alt waren.

## Aufarbeitung
Bei einer Pressekonferenz räumten Mayor LaToya Cantrell und Police Superintendent Anne Kirkpatrick ein, dass die versenkbaren Poller, die die Zufahrt zur Bourbon Street für den Durchgangsverkehr versperren sollen, schon seit Jahren nicht richtig funktioniert hatten und deshalb nicht ausgefahren waren. Stattdessen habe ein Polizeiwagen die Zufahrt blockiert. Es habe auch mobile Barrieren gegeben. Der Attentäter sei über den Bürgersteig in die schmale Straße gefahren. Der republikanische Gouverneur von Louisiana, Jeff Landry, versprach Aufklärung.